# قميلة ذهبية الثمار
قميلة ذهبية الثمار أو جزر شيطاني ذهبي الثمار (الاسم العلمي:Torilis chrysocarpa) هو نوع غير مؤكد من النباتات يتبع جنس القميلة من الفصيلة الخيمية.